# 徐瑤 (弘治進士)
徐瑤（1465年—？），字粹卿，浙江衢州府常山縣人，明朝政治人物。

## 生平
弘治五年（1492年）壬子科浙江鄉試第六十一名舉人。弘治六年（1493年）中式癸丑科會試第九十八名，三甲第二十五名進士。官南京刑部主事。

## 家族
曾祖徐彥溫；祖父徐永熙，贈監察御史；父徐同愛，監察御史。母程氏（封孺人）。具庆下。